# Lago Hillier
O lago Hillier (em inglês:  Lake Hillier) fica em Middle Island, a maior do conjunto de ilhas e ilhotas que compõem o arquipélago de Recherche, na região de Goldfields-Esperance, na Austrália Ocidental.

## Características
O lago, uma das maravilhas naturais da Austrália, tem uma característica tão distinta do restante do arquipélago que fica difícil para quem sobrevoa o local não tomar conhecimento: sua cor rosa, num tom bastante extravagante. A cor da água é permanente, uma vez que não se altera nem quando a água é recolhida num recipiente.
O lago tem cerca de 600 m de comprimento e é rodeado por uma borda de sal branco e uma floresta densa de melaleuca e eucalipto. Uma estreita faixa de terra composta de dunas de areia cobertas por vegetação separa o lago do Oceano Antártico

## Exploração
A ilha e o lago foram explorado durante uma expedição comandada pelo capitão inglês Matthew Flinders, em 1802. Flinders disse ter observado o lago rosa quando subiu o pico da ilha.

## Explicações

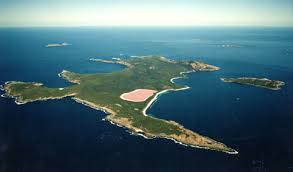
Localização do lago.

A razão para a cor do lago ainda está sob investigação e até agora nenhum pesquisador chegou a uma explicação razoável. No entanto, a explicação mais provável de acordo com alguns cientistas envolve as baixas concentrações de nutrientes e o crescimento de algas como a Dunaliella salina e bactérias do gênero Halobacterium, encontradas no local .
Apesar do tom incomum, o lago não apresenta efeitos adversos conhecidos nos seres humanos.

## Outros lagos rosa na Austrália
Apesar de parecer único, o lago Hillier é apenas um dos pelo menos cinco outros lagos rosa conhecidos na Austrália. São eles o Hutt Lagoon, o Pink Lake, o Quairading Pink Lake e o Field of Pink Lakes, todos na província da Austrália Ocidental.

## Lagos rosa pelo mundo
Espalhados pelo mundo existem pelo menos mais quatro lagos rosa recheados de sal. São eles o lago Retba (Senegal), o Salina de Torrevieja (Espanha), o Dusty Rose Lake (Canadá), além do Masazirgol (Azerbaijão) .